# Paristrion

Die Neueinteilung der von Ostrom rückeroberten Gebiete auf dem Balkan.

Das byzantinische Thema Paristrion (Paradunavon) war ein militärisch-administrativer Grenzdistrikt, der um 1001 in der geographischen Region Moesia (Donaubulgarien) gebildet worden war. Hauptort war Theodoroupolis (in der Antike Durostorum, heute Silistra). Weitere bedeutende Städte waren Odessos, Nikopolis und Tarnowo. Der Name des Distrikts leitet sich aus dem Griechischen ab und bedeutet Am Ister gelegen.
Das Thema entstand nach der erfolgreichen Teilunterwerfung des Ersten Bulgarischen Reiches durch das Byzantinische Reich um 971, als die einst als Provinz Moesia secunda bekannte Region erneut in das byzantinische Verwaltungssystem integriert wurde. Später grenzte Paristrion im Westen an das 1018 geschaffene Thema Bulgarien und im Süden an die Themata Thrakien und Makedonien. Um 1072/1074 war die Region das Zentrum einer Rebellion der Petschenegen unter dem byzantinischen Überläufer Nestor. Nach der Wiederherstellung des Bulgarischen Reiches 1187 bis zum Auftreten der osmanischen Türken wechselte die Herrschaft über das Gebiet häufig zwischen Bulgaren und den Reitervölkern aus dem Osten.